# Emmerich Stoffel
Emmerich Stoffel  (n. 27 iunie 1913, Ciacova, comitatul Timiș – d. 17 martie 2008, București) a fost un membru de origine germană din conducerea Partidului Comunist Român respectiv a Partidului Muncitoresc Român.
În unele lucrări, cu orientare antisemită, numele său apare grafiat eronat ca Emeric Stöffel, pentru a lăsa impresia că nu este șvab ci evreu, cu scopul propagandistic de a demonstra că singurii vinovați pentru comunism ar fi evreii.

## Cariera politică
În anul 1930 a devenit membru al Partidului Comunist Român. A fost arestat în anii  1935, 1936 și 1939. După 23 august 1944 a lucrat ca reporter la publicația „Lupta CFR“. În 1944 a primit sarcina să înființeze comitetul de partid regional Brașov, ulterior fiind secretar al comitetului de partid din Reșița.
Din 1949 a fost secretar general al Comitetului Antifascist German, consilier ministerial la Departamentul Naționalităților, iar în 1955 ministru însărcinat cu afaceri ad-interim în Elveția. Din 1965 a fost membru al Comitetului Central al PCR (până în 1974), apoi membru al Comisiei Centrale de Revizie a partidului (până în 1979).
Stoffel a deținut funcții diplomatice, a fost între 1951-1955 însărcinat cu afaceri al consulatului României din Berna.
În timp ce lucra la Berna, la 28 februarie 1955, s-a numărat printre membrii personalului consulatului RPR care a fost ținta unui atac înfăptuit de patru tineri anticomuniști români (cel mai tînăr avea 19 ani).
Altă sursă specifică faptul că atacul asupra Legației României în Elveția s-a dat la 14 februarie 1955 de către un grup de români, condus de Oliviu Beldeanu. Se sugerează că scopul principal al atacului a fost capturarea unor documente care conțineau numele unor agenți din rețelele organizate de serviciul românesc de informații în colaborare cu KGB, dat fiind că Legația României din Berna era, de fapt, "un centru de spionaj".
Stoffel fost de asemeni redactor-șef al revistei Neue Literatur, din 1959, când sediul redacției a fost mutat la București, până la pensionarea sa, în 1984.
Are un fiu, Pavel (Paul) Stoffel, stabilit în San Francisco, S.U.A..

## Distincții
- Ordinul Muncii clasa a II-a (23 octombrie 1963) „pentru merite deosebite în muncă și în domeniul creației literare, [...] cu prilejul împlinirii vîrstei de 50 de ani”[11]
- Ordinul „Tudor Vladimirescu” clasa a II-a (30 aprilie 1966) „cu prilejul celei de-a 45-a aniversări de la înființarea Partidului Comunist din România, pentru îndelungată activitate în mișcarea muncitorească și merite deosebite în opera de construire a socialismului”[12]
- Ordinul „23 August” clasa I (4 mai 1971) „cu prilejul aniversării a 50 de ani de la constituirea Partidului Comunist Român, [...] pentru activitate îndelungată în mișcarea muncitorească și merite deosebite în opera de construire a socialismului”[13]